# کاخال (دهانه)
کاخال یک دهانه برخوردی در ماه‌ است.